# Schwarze Madonna von Einsiedeln

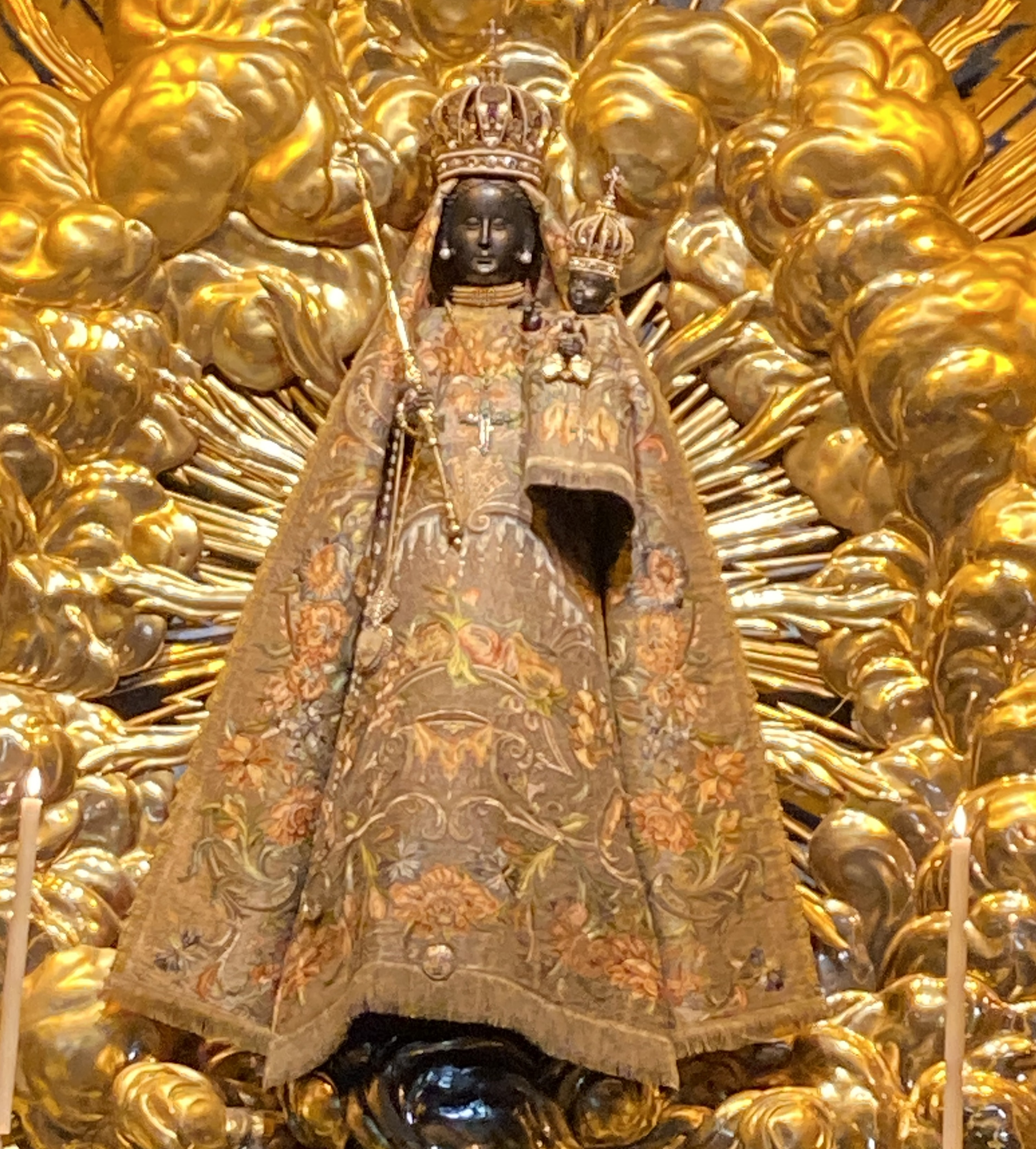
Die Schwarze Madonna von Einsiedeln in ihrem Osterornat

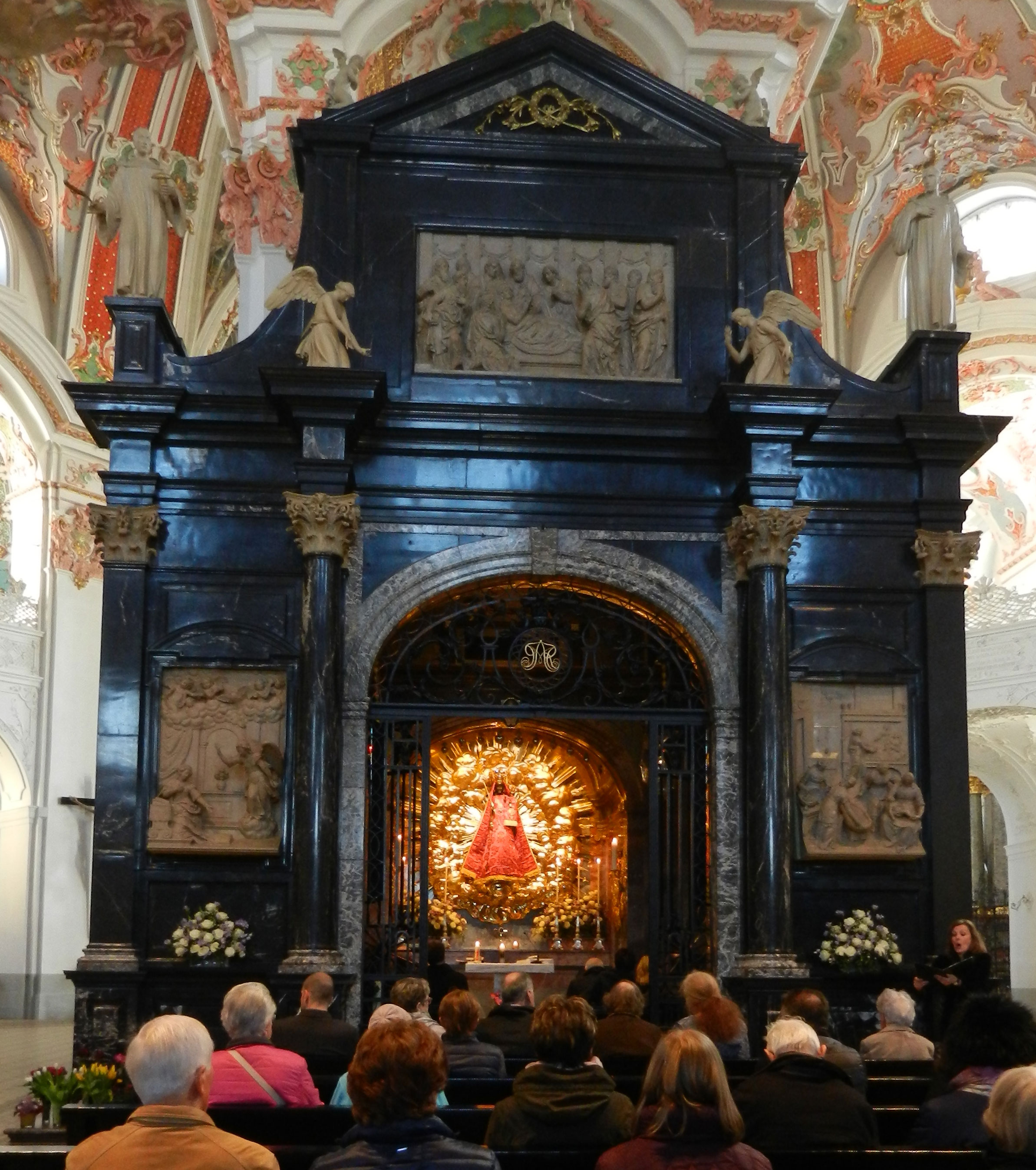
Das Gnadenbild in seiner Gnadenkapelle

Die Schwarze Madonna von Einsiedeln oder auch Maria Einsiedeln ist ein Gnadenbild in der Gnadenkapelle der Wallfahrts- und Klosterkirche des Klosters Einsiedeln in der Gemeinde Einsiedeln im Kanton Schwyz.

## Gnadenkapelle
Die Gnadenkapelle befindet sich im vorderen Teil der Klosterkirche bei den Eingängen, wo der Tradition zufolge schon die ursprüngliche Meinradszelle gestanden haben soll. Sie wurde nach dem Brand von 1465 wieder instand gestellt. In der Zeit des Franzoseneinfalls 1798 wurde die Kapelle abgetragen, damit keine Wallfahrten mehr stattfinden konnten. 1803 wurde die Madonna zusammen mit ihrem Jesuskind zurück nach Einsiedeln gebracht, seit 1799 sind die Angesichte beider Figuren schwarz angemalt. In den Jahren 1815–1817 wurde sie etwas verkürzt wieder aufgebaut, zum grossen Teil aus den Originalmaterialien. An der Front und im vorderen Teil beider Seiten wurden grosse Öffnungen angebracht und mit schmiedeeisernen Gittern versehen. Während der Andachten ist das Gitter an der Frontseite jeweils geöffnet und gibt den vor der Kapelle betenden Gläubigen den Blick auf das Gnadenbild frei.

## Gnadenbild

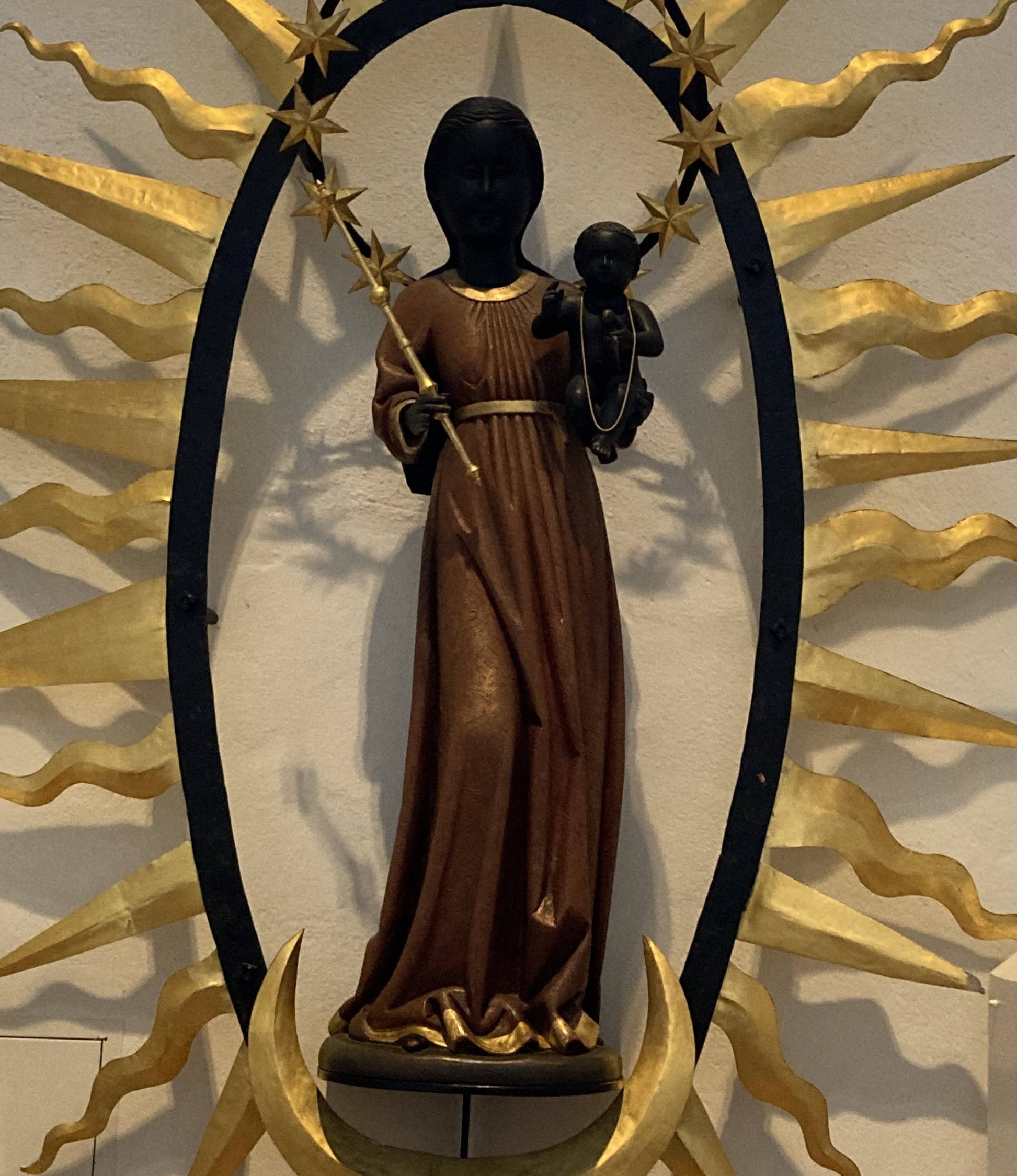
Modell der Schwarzen Madonna in der Turmkapelle

Die Schwarze Madonna von Einsiedeln ist ein spätgotisches Gnadenbild aus der Mitte des 15. Jahrhunderts. Sie ersetzte das ursprünglich romanische Gnadenbild, welches möglicherweise beim Brand von 1465 zerstört wurde und steht in der Gnadenkapelle des Klosters. Die 117 cm hohe Marienfigur wurde im deutschen Bodenseeraum in Lindenholz geschnitzt. Sie trägt in der rechten Hand ein Zepter und auf dem linken Arm das nackte Jesuskind, das eine Taube hält. Das dunkelrot-braune Kleid der Mutter reicht bis auf den Boden und weist goldene Bordüren auf. Da die Figur weder Mantel noch Schleier trägt, ist anzunehmen, dass sie als Bekleidungsfigur erschaffen wurde. Die Madonna besitzt heute über dreissig Kleider, dazu verschiedene Kronen und zahlreiche Schmuckstücke.
1798, kurz vor dem Einmarsch der französischen Truppen, wurde das Gnadenbild zur Sicherheit weggebracht. Es wurde zunächst in der Nähe versteckt, dann auf der Haggenegg im Kanton Schwyz in der Erde vergraben und dann in das Kloster St. Peter in Bludenz und schliesslich in die Propstei St. Gerold gebracht. Dort wurde es von Adam Fuetscher restauriert. Obwohl er unter dem Russ die ursprüngliche, helle Hautfarbe fand, bemalte er die Haut schwarz. Dass die Statue mit heller Hautfarbe wieder in Einsiedeln aufgestellt und erst wegen der Unzufriedenheit der Bevölkerung schwarz bemalt wurde, scheint eine Legende zu sein.
Am 29. September 1803 wurde das Gnadenbild feierlich in die Klosterkirche zurückgebracht und dort frei aufgestellt. Seit 1817 steht es in der wieder aufgebauten Gnadenkapelle. Eine etwas verkleinerte Kopie des Originals ist heute in der Turmkapelle beim Ausgang der Klosterkirche zu sehen.
Vermutlich trug die Madonna ursprünglich einen Schleier oder Umhang aus Stoff. Im 17. Jahrhundert erhielt sie ein Kleid nach der spanischen Hoftracht. Im Lauf der Zeit kamen viele weitere Kleider als Geschenk hinzu, viele davon sehr wertvoll und aus der ganzen Welt. Zepter, Kleider, Kronen und Schmuck werden „Behang Unserer Lieben Frau von Einsiedeln“ genannt. Der Behang wird jeweils entsprechend dem Kirchenjahr gewechselt.
Am 16. November 2024 wurde das Gnadenbild von einem jungen Asylsuchenden aus Afghanistan beschädigt.

## Abbilder des Gnadenbildes
(Unvollständige Aufzählung)
Deutschland
- Einsiedelner Kapelle in Rastatt
- Maria Einsiedeln (Dettenschwang)
- Pfarr- und Wallfahrtskirche St. Silvester Jungingen

Österreich
- Gnadenbild in der Kapelle in Brunau am Eingang zum Ötztal in Haiming, Tirol
- Altarbild in der Kapelle Maria Loreto in Längenfeld, Tirol
- Fassadenmalerei an der Schneiderkapelle in Längenfeld, Tirol
- Altar mit Bild in der Holzkapelle in Weitenberg in Längenfeld, Tirol
- Gnadenbild in der Wegkapelle an der Straße nach Zollhaus in Niederndorf, Tirol
- Gnadenbild in der Bildnische der Innkapelle an der Straße nach Erl in Niederndorf, Tirol
- Gnadenbild in der Kapelle in Acherbach bei Tumpen in Umhausen, Tirol
- Gnadenbild in der Rottalkapelle in Umhausen, Tirol

Tschechien
- Gnadenbild in der Kapelle im Paradieshof des Minoritenklosters Krumau